# Cyrtopogon chagnoni
Cyrtopogon chagnoni là một loài ruồi trong họ Asilidae. Cyrtopogon chagnoni được Curran miêu tả năm 1939. Loài này phân bố ở vùng Tân Bắc giới.